# Salif Dianda
Salif Dianda est un footballeur burkinabé qui joue pour l'ASD Ferentillo-Valnerina en tant que milieu de terrain.

## Biographie
Né le 17 décembre 1987 à Adzopé de parents burkinabés, Dianda est arrivé en Italie en 2004. Il a obtenu un permis de séjour temporaire le 10 août 2005 et est devenu éligible pour signer dans n'importe quel club italien en 2006, après un an de résidence légale. Bien qu'il soit un joueur non européen, Dianda est éligible pour signer par un club italien car Dianda n'avait auparavant aucune formation de football en dehors de l'Italie. Le Hellas Vérone FC lui a proposé un contrat avant le 10 août 2006 et a tenté de faire appel à la FIGC afin de le rendre éligible avant cette date, mais a échoué.
Dianda a fait ses débuts en équipe première en Serie B 2006-07, le 11 novembre 2006. En janvier 2007, Dianda part pour le club de la Swiss Challenge League de Lugano. Vérone reléguée en fin de saison. En janvier 2008, Dianda part pour le club de Serie C2 Vibonese. Dianda n'a joué que 4 matchs en 2008-09 Lega Pro Prima Divisione.
En août 2009, il part pour le Sangiovannese. Parallèlement, Davide Bertolucci part pour Vérone. En août 2010, Dianda est parti pour le SS Juve Stabia dans le cadre d'un contrat temporaire et a signé un nouveau contrat de 2 ans avec Vérone.
Le 31 août 2011, Dianda a été signé par Ternana. Le club a remporté la Lega Pro Prima Divisione Groupe B mais a perdu contre le champion du Groupe A Spezia lors de la grande finale de la ligue. À la fin de la saison, il a signé un accord de copropriété .
Le 21 juin 2013, Ternana l'a acquis purement et simplement. Le 29 juillet 2015, il a signé un nouveau contrat d'un an avec le club.
En septembre 2019, Dianda rejoint l'ASD Ferentillo-Valnerina.

### Carrière internationale
Il était le capitaine de l'équipe nationale de football des moins de 20 ans du Burkina Faso. Il était dans l'équipe pour le Championnat d'Afrique de la Jeunesse 2007.

## Honneurs
- Lega Pro Première Division : 2012 (Ternana)
- Coupe d'Italie Lega Pro : 2011 (Juve Stabia)